# Seu Jorge
Seu Jorge född 8 juni 1970 i Belford Roxo i delstaten Rio de Janeiro, Brasilien, är en brasiliansk skådespelare och musiker, uppvuxen i en favela i nuvarande Belford Roxo utanför Rio de Janeiro.

## Filmografi (i urval)
- 2002 - Guds stad
- 2004 - The Life Aquatic with Steve Zissou
- 2005 - Casa de Areia
- 2008 - The Escapist
- 2012 – Brave Woman (TV-serie)